# Hirzenach
Die Ortschaft Hirzenach, gelegen am linken Ufer des Rheins und an den Hängen des rheinischen Schiefergebirges, ist einer von zehn Ortsbezirken der Stadt Boppard. Bis zum 31. Dezember 1975 war Hirzenach eine eigenständige Gemeinde. In Hirzenach besteht über den Haltepunkt Boppard-Hirzenach Anschluss an die linke Rheinstrecke. Ein ortsbildprägendes Gebäude ist die Bartholomäuskirche.

## Geographie
Der Ort, der zwischen Sankt Goar und Bad Salzig liegt, hat etwa 330 Einwohner und gehört zum UNESCO-Weltkulturerbe Oberes Mittelrheintal. Heute lebt der Ort vor allem von Weinbau und Tourismus.

## Geschichte

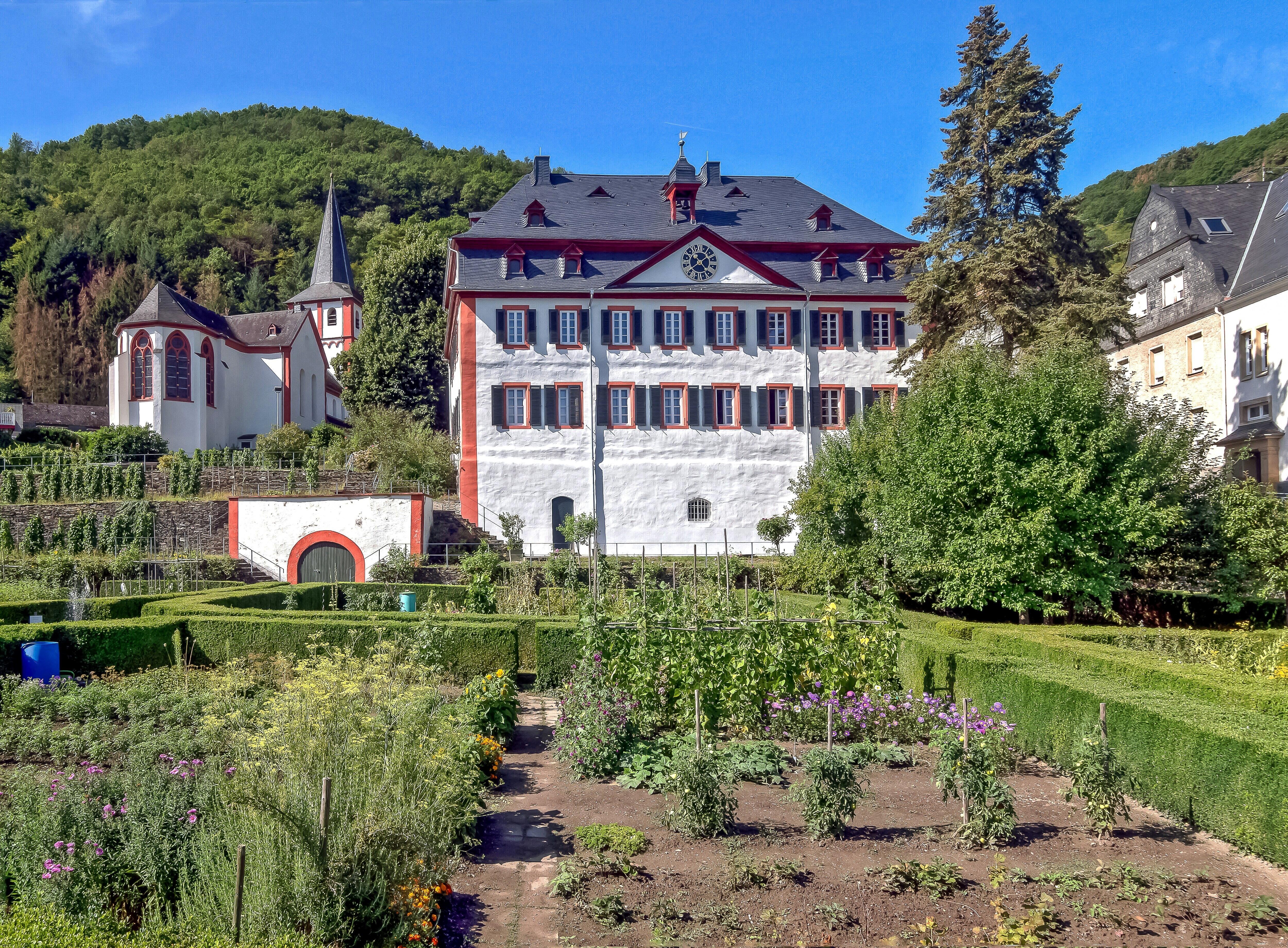
Hirzenach, Propstei, Garten und Pfarrkirche

Zu Beginn des 12. Jahrhunderts wurden von Kaiser Heinrich IV. Güter in Hirzenach an die Benediktinerabtei St. Michael in Siegburg vergeben mit dem Auftrag dort ein Kloster zu gründen. Die Schenkung wurde im Jahr 1109 durch Papst Paschalis II. bestätigt. Ein Zeugnis der damals entstandenen Propstei ist die zu Beginn des 12. Jahrhunderts errichtete romanische Pfeilerbasilika St. Bartholomäus. Um 1250 wurde die ursprüngliche Choranlage durch den heute noch existenten frühgotischen Chor ersetzt. Die Vogtei über die Propstei übten die jeweiligen Besitzer der Burg Sterrenberg aus. Sie bestand bis zu ihrer Säkularisation im Jahr 1802. Die Kirche dient seit dieser Zeit als Pfarrkirche. Aus dem Wohngebäude der Pröpste wurde das Pfarrhaus, das auch Sitz des von Lea Ackermann gegründeten Vereins SOLWODI ist. Der barock gestaltete Propsteigarten aus dem frühen 18. Jahrhundert gilt als gartenhistorisch bedeutenden Anlage und ist Teil der Route der Welterbe-Gärten im oberen Mittelrheintal.
1900 erhielt der Ort einen Haltepunkt an der linken Rheinstrecke.
Die bis dahin eigenständigen Gemeinden Niederhirzenbach und Oberhirzenbach wurden 1924 zur Gemeinde Hirzenach zusammengeschlossen.
1936 wurde etwa einen Kilometer südöstlich des Orts die Rhein-Freileitungskreuzung Hirzenach-Oberkestert errichtet. Sie ist die einzige Freileitungsquerung des Rheins zwischen Bingen und Koblenz und endet auf dem Gebiet des rechtsrheinischen Oberkestert.
Am 31. Dezember 1975 wurde Hirzenach in die neue Gemeinde Boppard eingegliedert.
Wie auch andere Orte im Mittelrheintal hat Hirzenach einen starken Bevölkerungsrückgang zu verkraften, vom Spitzenwert 1950 mit 670 Einwohnern ist die Einwohnerzahl inzwischen unter 300 gesunken. Hinzu kommen die Auswirkungen des demographischen Wandels, so gehören lediglich 9,7 % der Einwohner zur Gruppe der unter 20-Jährigen, während 43,1 % zur  Gruppe der über 60-Jährigen gehören.

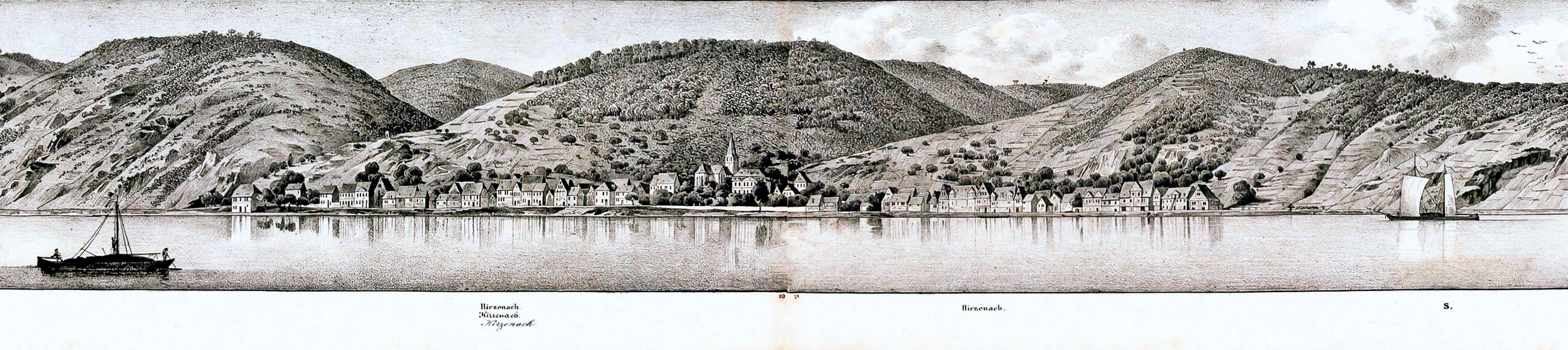
Panoramaansicht von Jakob Becker 1833

## Politik
Der Ortsbeirat in Hirzenach besteht aus fünf ehrenamtlichen Ratsmitgliedern, die zuletzt bei der Kommunalwahl am 9. Juni 2024 gewählt wurden, und dem ebenfalls ehrenamtlichen Ortsvorsteher als Vorsitzendem. Die Kommunalwahl im Jahr 2024 brachte, wie in den vorangegangenen Wahlen, für die CDU drei und für die SPD zwei Sitze.
Ortsvorsteher ist Rainer Volk (SPD). Bei der Direktwahl am 26. Mai 2019 wurde er als einziger Bewerber mit einem Stimmenanteil von 75,2 % gewählt und damit Nachfolger von Hans-Josef Karbach (CDU). Bei der Direktwahl am 9. Juni 2024 setzte er sich mit 62,0 % gegen einen Mitbewerber durch und wurde damit für weitere fünf Jahre in seinem Amt bestätigt.

## Kultur
Der Dichter Ferdinand Freiligrath, der Gast in Hirzenach war, besingt in einem Sonett die „Linde bei Hirzenach“.